# Caryanda pumila
Caryanda pumila är en insektsart som beskrevs av Willemse, C. 1924. Caryanda pumila ingår i släktet Caryanda och familjen gräshoppor. Inga underarter finns listade i Catalogue of Life.